# БА-64-З
БА-64-З («Зимний») — опытный советский полугусеничный (лыжно-гусеничный) лёгкий по массе снегоходный бронеавтомобиль периода Второй мировой войны. Разработан летом 1942 года в КБ Горьковского автомобильного завода, построен в январе 1943 в единственном экземпляре. Не принят на вооружение из-за недостатков конструкции, приведших к низкой скорости, маневренности и экономичности.

## История создания
Бронеавтомобиль БА-64-З был разработан летом 1942 года по предложению инженера С. С. Строева в конструкторском бюро Горьковского автомобильного завода под руководством В. А. Грачёва. Основой для работ послужил опытный снегоходный грузовой автомобиль ГАЗ-СХ, оснащённый оригинальным снегоходным движителем конструкции советского учёного и изобретателя С. С. Неждановского и хорошо показавший себя на испытаниях.
Опытный образец машины был изготовлен в январе 1943 года путём конверсии экземпляра серийного БА-64. С 30 января по 10 февраля того же года машина проходила заводские испытания.
На испытаниях БА-64-З показал превосходную проходимость по снежной целине любой глубины снежного покрова, что достигалось благодаря оригинальной конструкции движителя, обеспечивавшей удельное давление 0,15—0,17 кгс/см2 и надёжное движение по снегу. В то же время, испытания выявили несколько существенных недостатков машины. Значительное погружение движителя в снег (достигавшее 250 мм при общей глубине снежного покрова 700 мм) привело к низкой маневренности. Мощность двигателя ГАЗ-ММ оказалась недостаточной, и испытания показали неудовлетворительные скоростные качества машины: фактическая средняя скорость составила 16 км/ч по накатанной дороге и всего 7,6 км/ч по холмистой снежной целине, при расчётной скорости 27,8 км/ч. Кроме того, испытания показали очень высокий расход горючего, доходивший до 1,5 л на 1 км.
Ввиду выявления на испытаниях существенных и трудноустранимых недостатков, дальнейшие работы по бронеавтомобилю были прекращены, однако оценка перспективности самого движителя была положительной.

## Описание конструкции
Общая компоновка машины была идентична базовой. Не претерпели изменения броневой корпус, состав вооружения, силовая установка и трансмиссия. Основным отличием БА-64-З от базовой машины являлась полностью новая ходовая часть.

### Ходовая часть
Ходовая часть машины — лыжно-гусеничная, с управляемым передним мостом с лыжами и ведущим гусеничным движителем конструкции С. С. Неждановского. Для установки движителя с серийной машины демонтировались раздаточная коробка, карданные валы, задний и передний ведущие мосты, передние рессоры, амортизаторы, тормозная система, запасное колесо и крылья.
Новый передний поворотный мост с одной поперечной рессорой и распорной вилкой от грузового автомобиля ГАЗ-АА крепился на двух дополнительных поперечинах, установленных на раме бронеавтомобиля. На цапфы поворотных кулаков переднего моста были навешены две съёмные лыжи от полугусеничного автомобиля ГАЗ-60.
Задний ведущий мост был заимствован от автомобиля ГАЗ-АА и подвергнут доработке: был переделан привод от открытого карданного вала с шарнирами на игольчатых подшипниках (по типу ГАЗ-64) и установлены новые рессорные подушки.
Гусеничный движитель, применительно к одному борту, состоял из специальной коробчатого сечения несущей лыжи шириной 375 мм, шарнирно (через опоры с подшипниками) прикреплённой к ступице ведущего моста, а также из укреплённого на тормозном барабане верхнего ведущего колеса с одиннадцатью зубцами и четырёх сдвоенных опорных катков, установленных по бокам несущей части лыжи; крайние опорные катки выполняли также функцию направляющих колёс и были оснащены механизмами натяжения. Гусеничные ленты машины — двойные, крупнозвенчатые, оснащённые поперечными пластинами шириной 57 мм, выполненными из полосовой рессорной стали и расположенными вертикально в виде лопаток с шагом 196 мм. Гусеницы огибали лыжи снизу по опорным каткам.
Оригинальная конструкция гусеничного движителя обеспечивала крайне высокую проходимость и надёжность движения на снежной целине за счёт постоянного уплотнения несущими лыжами верхнего слоя снега, отталкиваемого лопатками гусениц.